# Franciscus de Neve (I)
Franciscus de Neve (I) (ook: Frans de Neve (I), Franciscus De Neve, Franciscus Deneve, Frans Deneve, Franciscus de Neue, Frans de Neue) (Antwerpen, 1606 – aldaar of in Brussel, 1681 of 1688) was een Zuid-Nederlands kunstschilder uit de baroktijd gekend om zijn historiestukken, stillevens en portretten.

## Levensloop
Er is geen informatie over zijn opleiding.  Hij reisde in de jaren 1620 -1630 mogelijk naar Rome.  Hij werd een meester in het Antwerpse Sint-Lucasgilde in 1629-1630. Hij huwde op 13 maart 1630 met Francisca Wortelmans, dochter van de schilder Adriaan Wortelmans. Er is niets bekend over zijn activiteiten na 1640.
Zijn broers Simon en Cornelis waren respectievelijk een beeldhouwer en portretschilder.   Hij was de vader van Franciscus de Neve (II) die ook schilder werd.  Sommige biografen hebben vader en zoon verward en plaatsen de vader onterecht in Rome na 1660.